# Harta (ort i Ungern)
Harta är en ort i Ungern.   Den ligger i provinsen Bács-Kiskun, i den centrala delen av landet, 90 km söder om huvudstaden Budapest. Harta ligger 94 meter över havet och antalet invånare är 3 716.
Terrängen runt Harta är mycket platt. Runt Harta är det ganska glesbefolkat, med 34 invånare per kvadratkilometer. Närmaste större samhälle är Paks, 15,3 km sydväst om Harta. Trakten runt Harta består till största delen av jordbruksmark.